# 陳中和
陳中和（1853年3月18日—1930年8月8日）是打狗（後稱高雄）苓仔寮出身的台灣資本家，祖籍福建省泉州府同安縣，曾經營米糖出口，是日本統治時期的糖業公司「臺灣製糖」的投資者。後來也經營「陳中和物產株式會社」、「烏樹林製鹽株式會社」，以及「打狗整地株式會社」等，也曾擔任過第一屆的高雄州協議員。

## 生平
陳中和初期於同鄉陳福謙在旗后開設的「順和行」學習貿易，後來陳中和憑藉其經辦業務的長才，出任「七十二行郊」總管家（總經理）。陳福謙辭世後，他更於1887年（光緒13年）自行創立「和興行」。他早年便已於中國沿岸福州、廈門、廣州、香港等地，進行市場調查及嘗試島外輸出作業，以擴展糖業市場。
同治九年（1870年），十七歲的陳中和首度由旗后押運450噸紅糖赴日本橫濱；回航時，再載運布匹、石油及日用品等返台販賣，從此確立貿易方向。1876年正式在橫濱186號租屋設立順和棧（Soon Ho Chan），專門經營砂糖業，在長崎、神戶也有分棧。:42「和興行」成立後，在打狗（今臺灣高雄）、香港、橫濱三地經商，累積不少財富。
1884年，舊東家陳福謙逝世。據稱陳福謙逝世前曾謂：「中和必須重用」。然而其次子陳自然不認同此一想法，與陳中和之間常有摩擦，於是最後陳中和自立門戶。之後因經營不善，順和行的地位遂被取代。
1895年（光緒二十一年、明治二十七年），《馬關條約》割讓臺灣。5月，日軍登陸臺灣。10月，日軍抵打狗。陳中和會日語，出城迎接乃木希典中將的軍隊。表示苓雅寮沒有反抗意圖。陳中和說：「我賈人也，年十六初投身於海商，估颿屢次往復于日本，故我詳悉事情。此地今歸于貴國疆域，我亦已日本人也！何歡如也...」踏出新政權下的第一步。:151-152此項功勞，在1897年（明治三十年）12月15日，日本賞勳局曾賞勳六等的「瑞寶章」。1896年1月，陳中和從廈門回到打狗，帶領王雪農等部下，繼續協助日軍調查臺人抗日情報。和興公司甚至因此一度受到抗日分子圍攻，陳中和倉皇逃走，倖免於難。:44
明治三十三年（1900年），日資的臺灣製糖株式會社成立，工廠設在今日的高雄橋頭。陳中和是唯一的臺籍董事。:152
明治三十五年（1902年），陳中和出面「招降」林少貓，使林少貓「義軍」被安撫在後壁林庄。日後林少貓方與日本政府激戰而亡。陳中和去世後，當時高雄州協議會員、「澎湖廳民會」代表陳光燦及「高雄鼓善社」的陳江力，都曾在祭文中述明：「帝國領台，皇軍剿匪，民心恐剽，逃竄一空，公明大義，為國家盡忠良，為地方保安寧，曉示皇軍紀律絲毫無犯，使民眾安居樂業，其造福於地方，又足為吾人感念而追悼者四也。」「林匪跋扈，人民苦痛，公以恩德兼施，協助官憲，功誘歸誠，上得以報國家之私，下得以盡地方之責，迄寵受。」
明治三十七年（1904年），日本與俄羅斯帝國為爭奪滿洲、朝鮮利益爆發日俄戰爭。戰爭中，1905年帝俄海軍試圖調度波羅的海艦隊，繞過大半個地球通過臺灣海域前往日本海決戰，4月8日通過麻六甲海峽。:765當時總督府選定陳中和與鹿港人辜顯榮負責偵防敵艦動態，以漁船偽裝，每天在巴士海峽與臺灣海峽間巡邏。事後臺灣一切平安，陳中和在日本統治臺灣的功勞簿又記上一筆。
1904年，總督府特許成立「新興製糖會社」，資本額達到臺灣製糖的四分之一弱。後來日益成長，種植甘蔗的面積多達八千甲。:152陳中和再趁機投資，創立「烏樹林製鹽」，鹽田上千甲之多。林澄枝的家族亦有大股投資，其父林東淦曾在烏樹林製鹽供職，長年擔任董事。:152
在1925年，因為「新興製糖會社」的擴展而要求轄下佃農交還土地，而引起了黃石順領導的佃農團體與簡吉所領導的鳳山農民組合反抗。其家族後代至今仍然擁有高雄市區的許多土地。
陳中和於昭和五年（1930年）病逝，享壽七十七歲，同年12月20日葬於墓園所在的五塊厝。1994年，陳中和靈骨遷葬至高雄縣內門鄉永吉村附近的溝坪墓園，與其八子陳啓清長伴。

## 家族
陳中和家族是台灣五大家族之一，而陳中和本身共育有三女十男，其中二男陳啓瀛和五男陳啓滄在1908年時病歿。其他的兒子依序有陳啓貞、陳啓南、陳啓峰、陳啓川、陳啓琛、陳啓清、陳啓安與陳啓輝其中陳啓貞為養子。。女兒則有陳聘、陳英及陳柳。陳啟川是前任高雄市市長；孫陳田錨為前高雄市議會議長；曾孫陳建平則是前任立法委員，三人皆屬中國國民黨。

## 紀念

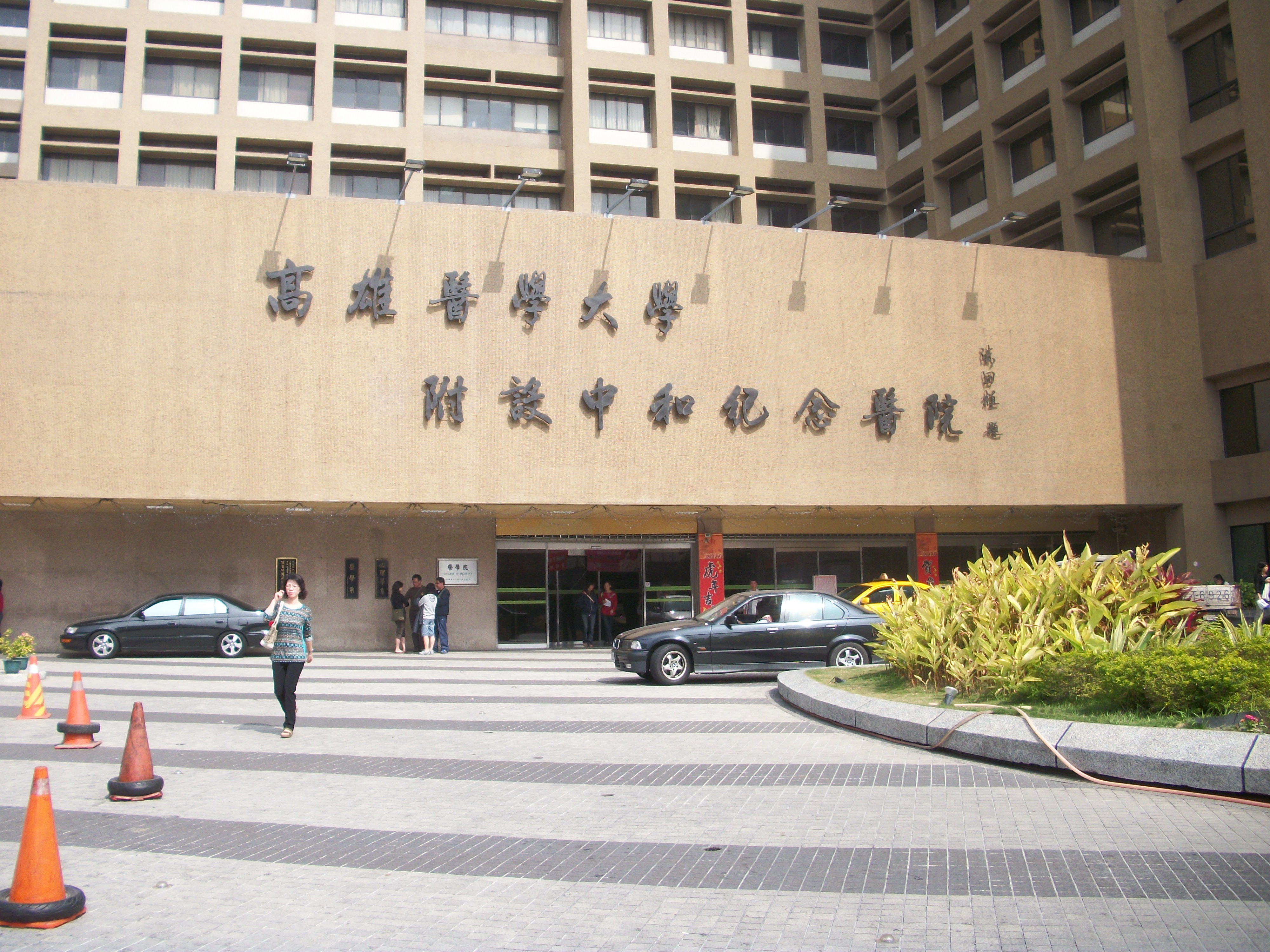
高雄醫學大學附設中和紀念醫院

- 高雄醫學大學成立後，當時擔任高雄醫學大學董事長的陳啓川為了紀念其父親陳中和而將名稱改為「高雄醫學大學附設中和紀念醫院」。

## 爭議
- 陳福謙之孫陳玦琳（長子陳日翔所出）曾留有遺稿《珽瑜謎稿》，由其子陳聯松出版。在陳玦琳的文中，以「陳小禾」化名，被視為隱射曾任順和行掌櫃的陳中和。指述陳福謙經商成功後，收養孤兒陳小禾給長子陳日翔伴讀，一路重用，最後提拔為順和行掌櫃。結果陳小禾在日本竟以自己名義另設公司，陳福謙被氣死，死時才四十九歲。書中陳小禾的結局是「吞金而亡」。此書出版後，1983年，時任高雄市議員的洪壽美以「吞金事件」影射時任議長陳田錨的祖父陳中和侵吞老東家財產，[9]更引發陳中和是否為「漢奸」的爭議。在當時政壇引發一場誹謗訴訟案。洪壽美遭陳中和後代控告毀謗，於1984年一審時被判有期徒刑九個月。[10]

## 遗迹
- 陳中和舊宅
- 陳中和墓

### 引用
1. 1 2  林玉茹. . 臺北: 《臺灣史研究》第二十七卷四期. 2020年12月.
2. 1 2 3 4 5  陳柔縉. . 臺北: 時報出版. 2011年6月10二版一刷. ISBN 957-13-2970-3.
3. ↑  馬非白，陳田錨的祖父是漢奸嗎？ （页面存档备份，存于），1984年5月5日，雷聲週刊
4. ↑  伊能嘉矩著，國史館台灣文獻館編譯. . 新北: 大家出版；遠足文化發行. 2017年12月. ISBN 978-986-95342-7-7.
5. ↑  . 478-486卷. 新新聞雜誌社: 第37頁. 1996年  [2024-06-07]. （原始内容存档于2024-06-07）.
6. ↑  宮崎健三. . 臺灣日日新報社. 1931.
7. ↑  趙祐志. . 臺灣文獻.
8. ↑  戴寶村. .
9. ↑  . 壹周刊. 2013-11-28  [2021-06-30]. （原始内容存档于2021-07-09）.
10. ↑  〈吞金毀謗案初審宣判 洪壽美被處徒刑九月〉，《中國時報》，1984年5月27日。五版。

### 书籍
- 《台灣歷史辭典》
- 《陳中和家族史—從糖業貿易到政經世界》

## 外部連結
- 馬非白，陳田錨的祖父是漢奸嗎？ （页面存档备份，存于），1984年5月5日，雷聲週刊。